# Gastronomía de Sonora
La gastronomía sonorense son los platos y la tradición culinaria del estado de Sonora al noroeste de México.
Esta gastronomía se distingue de la del resto del país debido a que sus platillos se basan principalmente en la carne de res y sus asados en leña, en gran parte ya que la ganadería es uno de los ejes del desarrollo económico del estado.

## Antojitos y platillos
- Burro percherón
- Carne Asada
- Cahuamanta
- Menudo Sonorense
- Dogo de Sonora
- Chimichanga
- Colache
- Machaca con huevo
- Wakabaki, caldo típico de la cocina de Sonora, se prepara a base de res con verduras y garbanzo. Es nativo de la etnia Yaqui y se acostumbra a comer durante ocasiones importantes, como las fiestas patronales, bodas y novenarios.[3]
- Gallina pinta
- Caldo de queso

## Postres y dulces
- Pitaya dulce
- Coyota
- Jamoncillo
- Nieve de pitaya
- Coricos
- Pepitoria, dulce tradicional hecho de cacahuate y cubierto con jarabe de piloncillo.
- Ponteduro

## Bebidas
- Bacanora
- Imam hamaax, bebida a base de pulpa de pitaya que se prepara tradicionalmente para el año nuevo seri por mujeres comcáac desde al menos el siglo XVI. Se considera sagrado y la etnia no lo comercializa.[4][5]